# Valeriana dioica

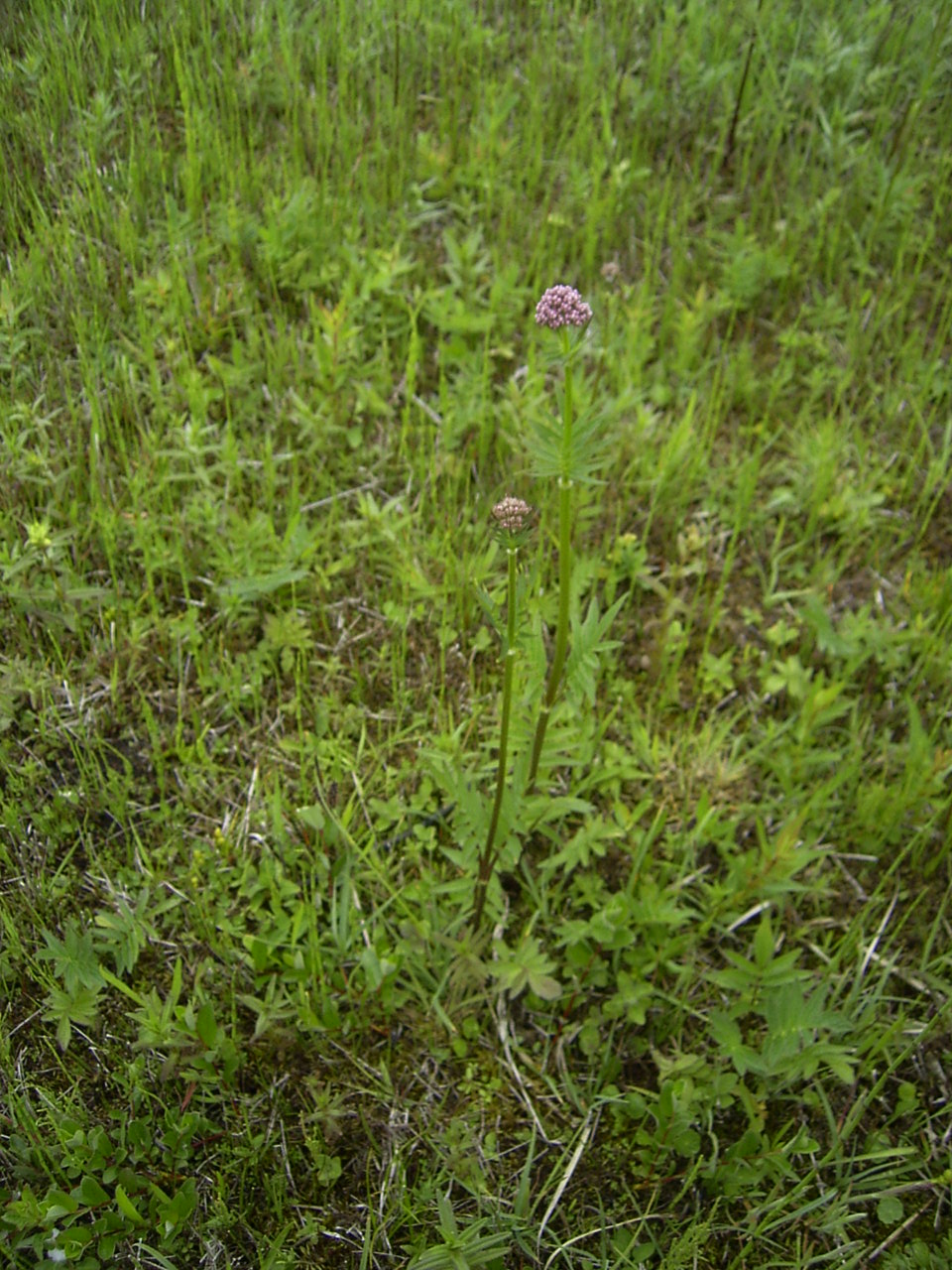
Valeriana dioica

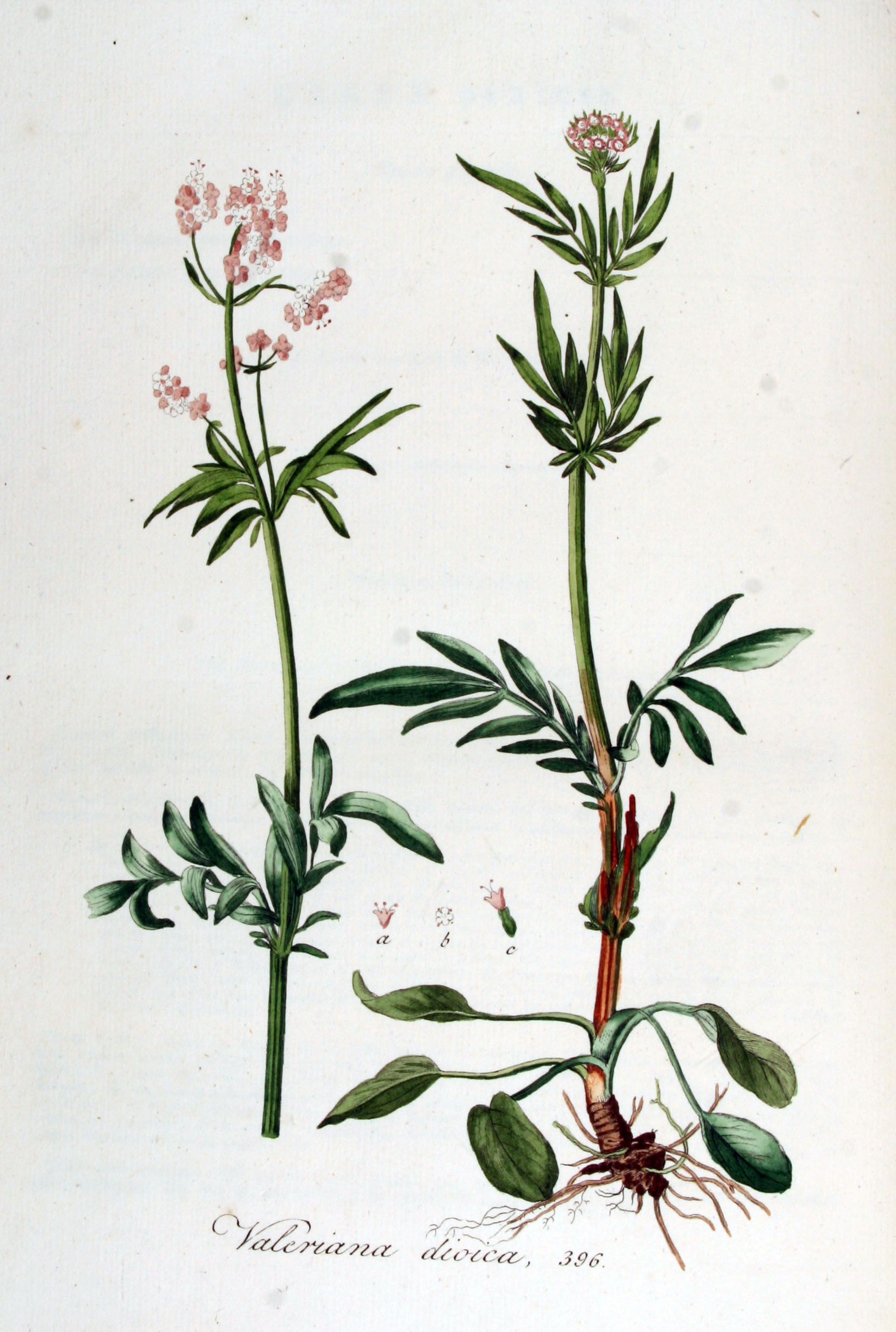
Ilustración

Valeriana dioica es una especie botánica perteneciente a la antigua familia Valerianaceae, ahora subfamilia Valerianoideae.

## Hábitat
Se encuentra en la región del Mediterráneo y en Europa central y boreal.

## Descripción
Es una planta perenne que alcanza los 10-40 cm con las hojas inferiores ovales o elípticas, enteras y pecioladas; las superiores son sésiles con 5-9 segmentos, siendo el terminal más grande; las flores son dioicas de color rosa, las masculinas el doble de grande, se encuentran en corimbos laxos.

## Distribución y hábitat
Se encuentra en trampales, bordes de cursos de agua (alisedas, saucedas, etc.), herbazales de hondonadas, en quejigales, hayedos y robledales, etc., generalmente en suelos ácidos de textura arenosa; a una altitud de 0-1700 metros, en el suroeste, centro y norte de Europa, y local en el S de Asia. Norte de la península ibérica.

## Taxonomía
Valeriana dioica fue descrita por Carlos Linneo y publicado en Species Plantarum 31, en el año 1753.
Etimología
Valeriana: nombre genérico derivado del latín medieval ya sea en referencia a los nombres de Valerio (que era un nombre bastante común en Roma, Publio Valerio Publícola es el nombre de un cónsul en los primeros años de la República), o a la provincia de Valeria, una provincia del imperio romano,  o con la palabra valere, "para estar sano y fuerte" de su uso en la medicina popular para el tratamiento del nerviosismo y la histeria.
dioica: epíteto latino que significa "dioica".
Citología
El número de cromosomas es de: 2n = 16, 32.
Sinonimia
- Valeriana cantabrica Pau
- Valeriana nasturtiifolia Lag. ex Lange in Willk. & Lange[7]

Variedades
- Valeriana dioica dioica L.
- Valeriana dioica var. sylvatica S.Wats.[8]

## Nombre común
- Castellano: valeriana, valeriana de arroyos, verberiana[7]